# بولوارد (کالیفرنیا)
بولوارد (به انگلیسی: Boulevard) یک منطقهٔ مسکونی در ایالات متحده آمریکا است که در شهرستان سن دیگو، کالیفرنیا واقع شده‌است. بولوارد ۱۰٫۱۲ کیلومتر مربع مساحت و ۴٬۹۲۳ نفر جمعیت دارد و ۱٬۱۰۸٫۸۸ متر بالاتر از سطح دریا واقع شده‌است.